# Mons-en-Laonnois
Mons-en-Laonnois ist eine französische Gemeinde mit 1.148 Einwohnern (Stand: 1. Januar 2022) im Département Aisne in der Region Hauts-de-France; sie gehört zum Arrondissement Laon und zum Kanton Laon-1.

## Geografie
Die Gemeinde Mons-en-Laonnois liegt im Norden des Hügellandes Chemin des Dames, etwa fünf Kilometer westsüdwestlich von Laon. Im östlichen Gemeindegebiet verläuft der Bach Sart Labbé. Umgeben wird Mons-en-Laonnois von den Nachbargemeinden Laniscourt im Nordwesten und Norden, Clacy-et-Thierret im Norden, Chivy-lès-Étouvelles im Osten und Südosten, Vaucelles-et-Beffecourt im Süden, Bourguignon-sous-Montbavin im Südwesten sowie Montbavin im Südwesten und Westen.

## Bevölkerungsentwicklung
| Jahr                       | 1962 | 1968 | 1975 | 1982 | 1990 | 1999 | 2006 | 2013 | 2022 |
| Einwohner                  | 841  | 987  | 996  | 973  | 999  | 947  | 1064 | 1213 | 1148 |
| Quellen: Cassini und INSEE |      |      |      |      |      |      |      |      |      |

## Sehenswürdigkeiten
- Kirche Saint-Pierre-et-Saint-Paul, seit 1909 Monument historique
- Fort Serrurier, nach dem deutsch-französischen Krieg ab 1874 errichtet
- zwei Wassertürme
- deutscher Soldatenfriedhof

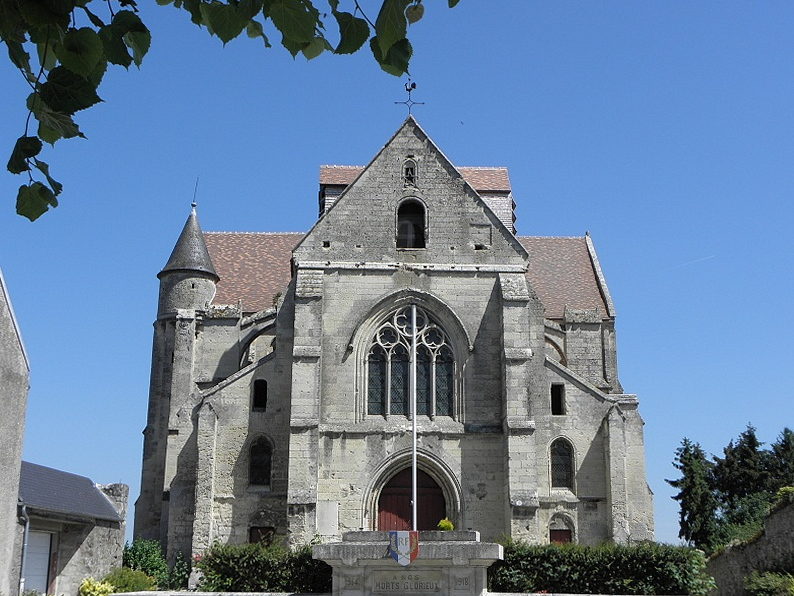
Kirche Saint-Pierre-et-Saint-Paul
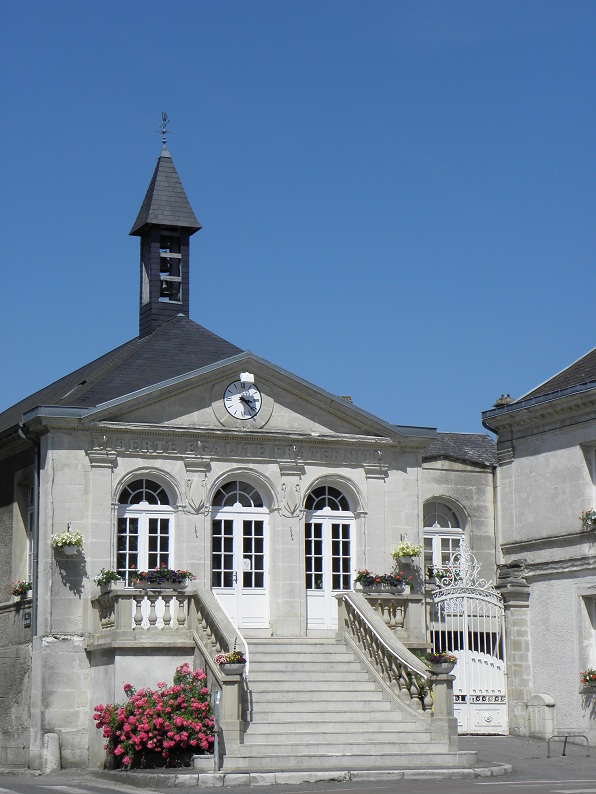
Mairie
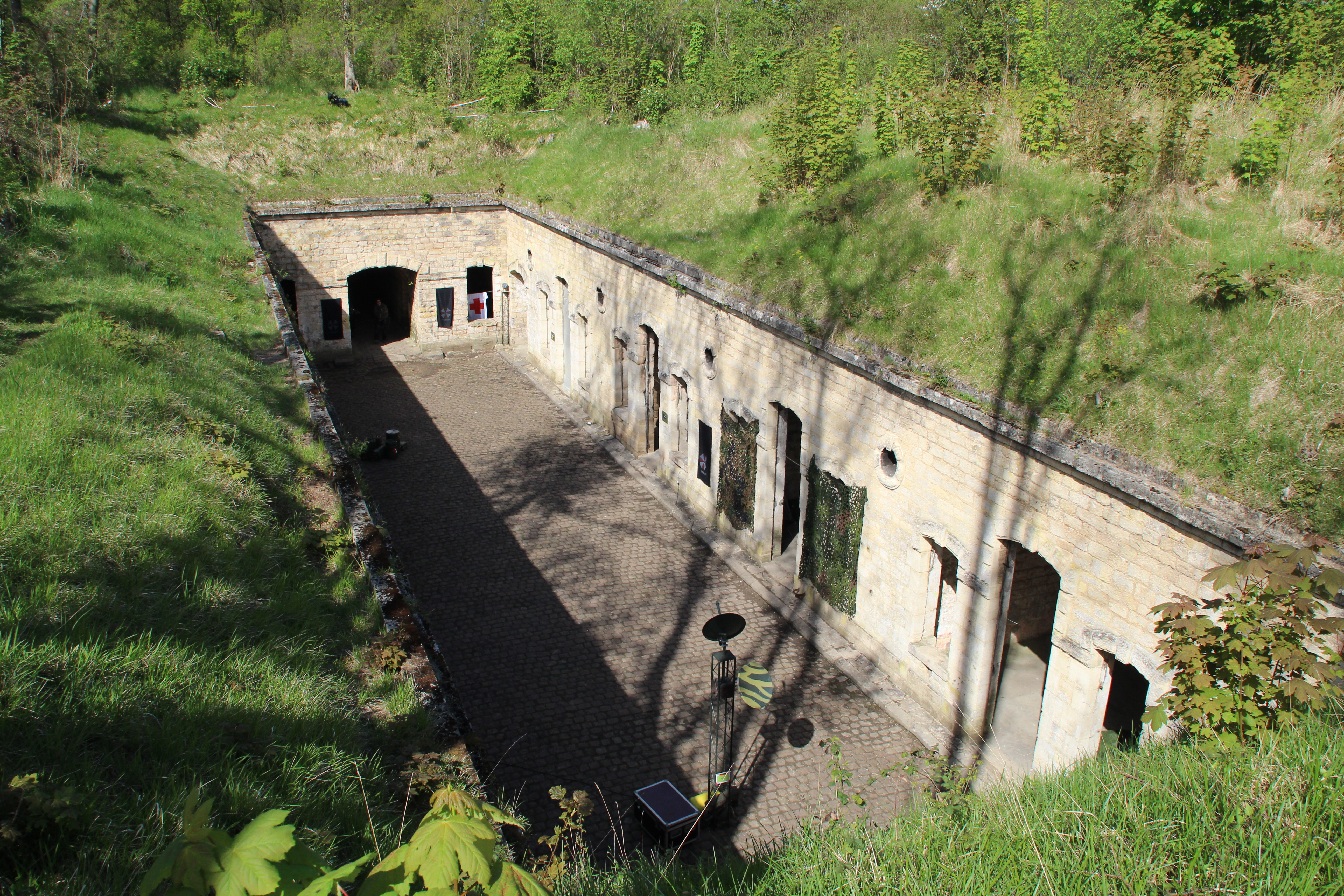
Reste des Forts Serrurier
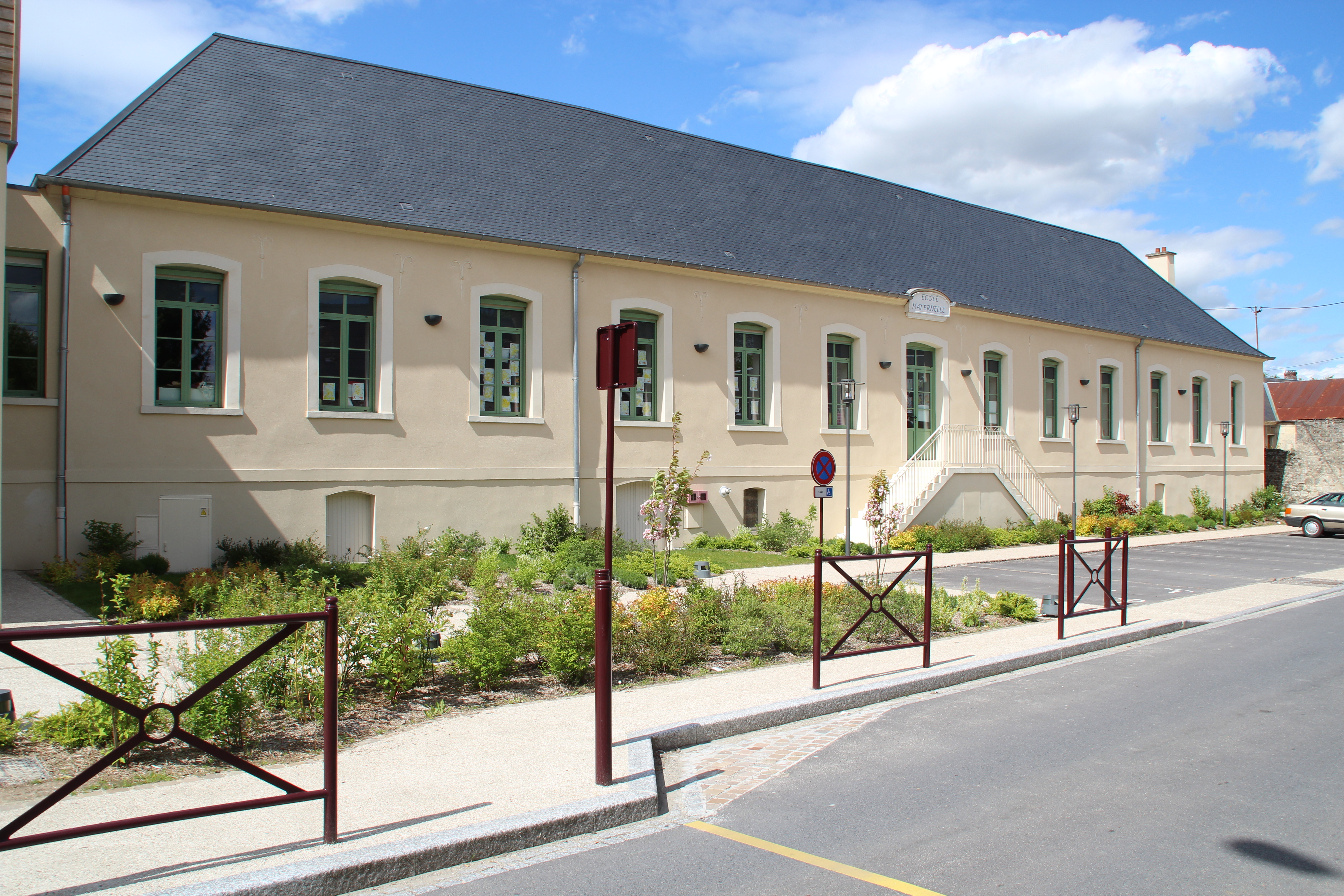
Schule
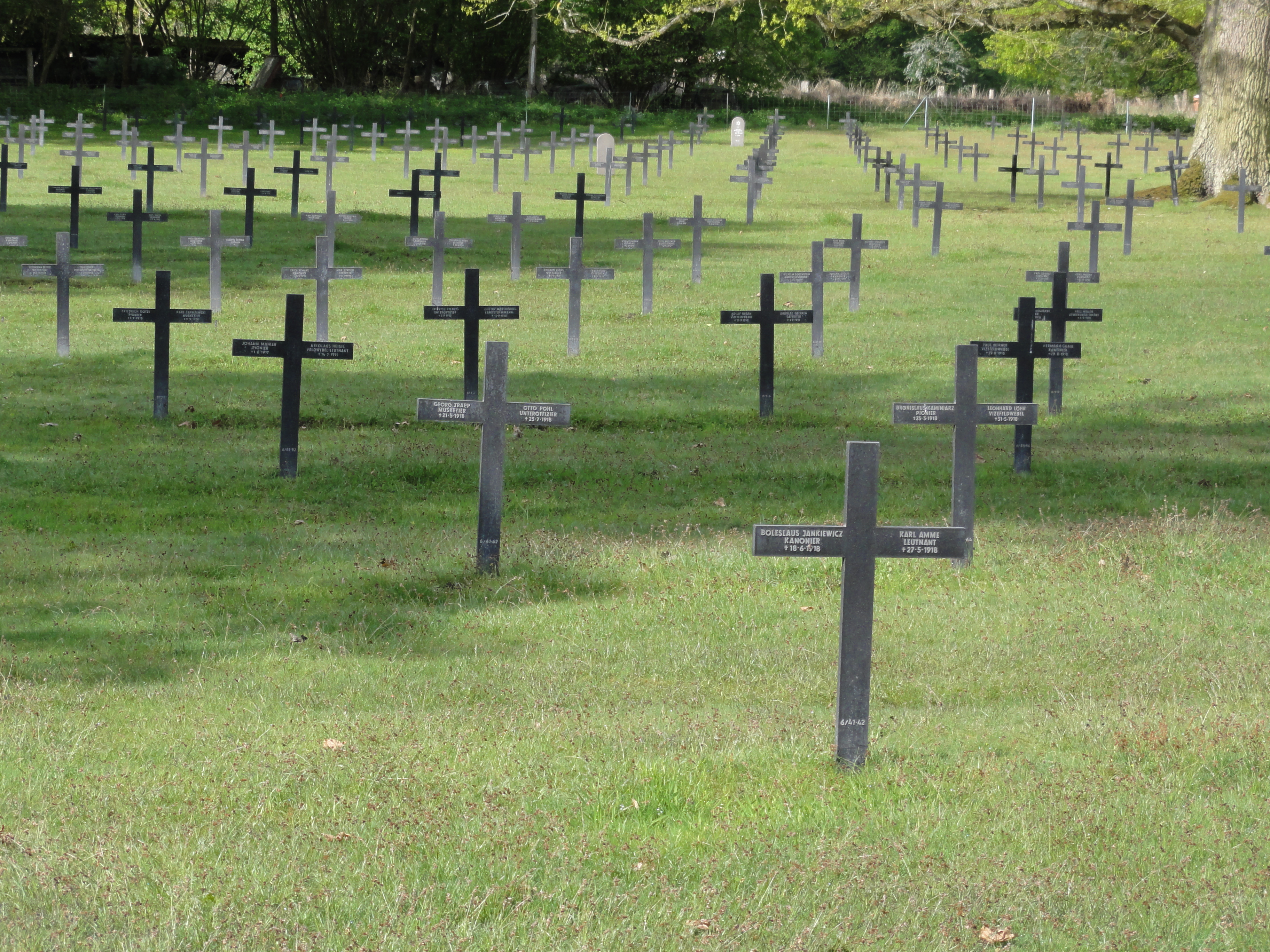
Deutscher Soldatenfriedhof
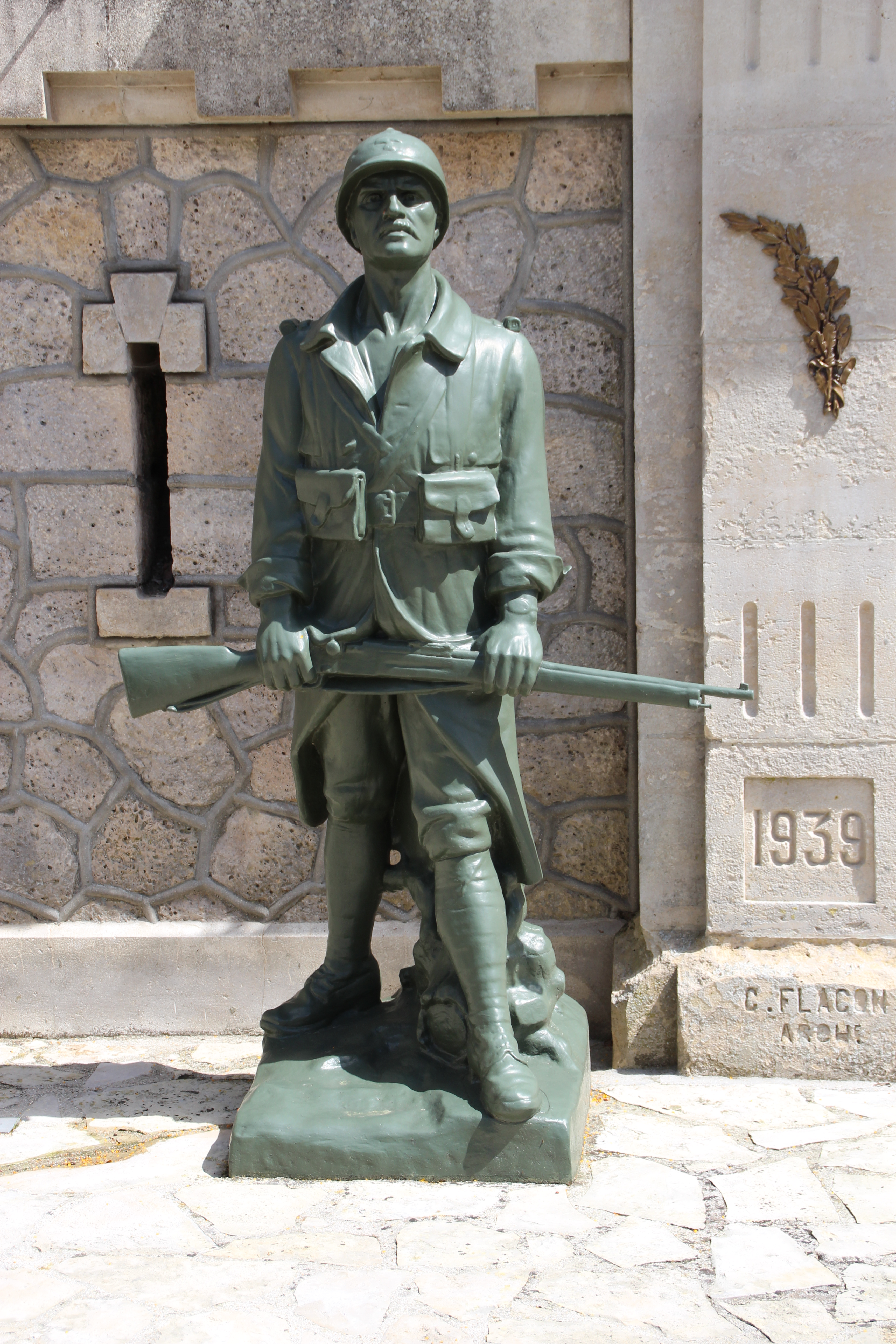
Gefallenendenkmal